# Grive à poitrine fauve
Zoothera machiki
Espèce
Statut de conservation UICN

 NT  : Quasi menacé
La Grive à poitrine fauve (Zoothera machiki) est une espèce de passereau de la famille des Turdidae.

## Répartition
Elle est endémique des îles Tanimbar en Indonésie.

## Habitat
Elle vit dans les forêts humides tropicales et subtropicales de basse altitude.
Elle est menacée par la perte de son habitat.